# La Rive noire
La Rive noire est un roman policier de l'auteur québécois Jacques Côté, publié en novembre 2006 par les éditions Alire. Il s'agit du troisième volet de la série Daniel Duval.

## Résumé
En mai 1980, le lieutenant Daniel Duval et son équipe doivent confier à une nouvelle enquête : retracer l'auteur du meurtre de Florence, l'épouse du riche entrepreneur Charles Marquis, qui prend part aux élections municipales de la ville de Québec.À la suite de l'exhumation du corps de Florence, l'équipe médico-légale découvre que la mort de la femme remontait il y a plus de six mois, en octobre 1979. Une longue liste de suspects, incluant le veuf, est établie par les policiers.

## Personnages
- Lieutenant Daniel Duval :

Personnage principal du roman.
- Louis Harel :

Partenaire et ami de Daniel Duval.
- Charles Marquis :

Entrepreneur et homme d'affaires, candidat à la mairie de Québec.

## Distinctions
- Prix 2006 du Roman policier de Saint-Pacôme (Meilleur polar québécois)[1]